# Maria G. Firneis
Maria Gertrude Firneis (* 11. März 1947 in Wien) ist Universitätsprofessorin am Institut für Astronomie der Universität Wien. Sie ist die erste habilitierte Astronomin Österreichs.

## Leben
Neben ihren Fachgebieten „Geschichte der Astronomie“ und „Planetologie“ leitet sie die Sonnenfinsternisarbeitsgruppe der Universität Wien. Dafür hat sie bereits 1973 den Orden „Pour le Mérite“ der Republik Mauretanien (Kommandeur-Stern) erhalten.
Von 1990 bis 2000 hatte sie die Leitung des von ihr gegründeten Universitätssternwarte-Museums inne. Seit 1979 hält sie Vorlesungen zu astronomiegeschichtlichen Themen an verschiedenen Universitäten Österreichs. Sie ist Gründungsmitglied und Leiterin der Sektion Astronomie-Geschichte der Österreichischen Gesellschaft für Wissenschaftsgeschichte und war 1988 Mitglied der Sonnenfinsternis-Arbeitsgruppe (Internationale Astronomische Union, IAU). Von 1991 bis 1994 war sie Mitglied des Organisationskomitees der Commission 41 (History of Astronomy) der IAU und IU HPS.
Seit 1995 ist sie Österreichs einziger allgemein beeideter und gerichtlich zertifizierter Sachverständiger für Astronomie und von 1996 bis 2012 Mitglied der Astronomischen Kommission der Österreichischen Akademie der Wissenschaften.
1998 wurde der Kleinplanet (7722) Firneis nach ihr benannt.
Maria G. Firneis leitet die Forschungsplattform Exolife an der Universität Wien. Forschungsschwerpunkte von Exolife sind u. a. Habitabilität von Exoplaneten und spezielle Fragen der Astrobiologie wie mögliche Biosignaturen und Kohlenstoffchauvinismus.
Weiters arbeitet sie im Science-Team des Projektes EVE (European Venus Explorer), einer im Rahmen des Cosmic Vison Programms der Europäischen Weltraumorganisation vorgeschlagenen Mission zur Entsendung einer Raumsonde zur Venus.